# Kassandra
Kassandra este o telenovelă venezueleană scrisă de Delia Fiallo și produsă de RCTV. Serialul prezintă peripețiile unei tinere, Kassandra, care crește printre romi în ambientul unui circ ambulant. Aceasta crede că legături de sânge cu subgrupul etnic fără să știe că este, de fapt, nepoata unui moșier bogat de al cărui fiu vitreg se îndrăgostește cu disperare. Iubirea dintre cei doi culminează cu descoperirea de către toți cei din jurul Kassandrei a unor secrete ascunse.
Kassandra a fost difuzat în 150 de episoade, între octombrie 1992 și mai 1993, și a avut un succes mondial în afara Venezuelei. Difuzările ulterioare au atras audiențe mari în Statele Unite, România, Grecia, Italia, Rusia, fostele națiuni din blocul estic, fosta Iugoslavie și Bulgaria, precum și în Orientul Mijlociu, Asia de Sud și Asia de Est. În 2008, s-a lansat remake-ul rus al serialului, sub numele Принцесса цирка (Prințesa circului).

## Poveste
Povestea începe cu 20 de ani înainte de acțiunea propriu-zisă, când un circ ambulant se instalează la periferia orașului Caracas. Andreina Arocha, fiica unui moșier bogat, este fermecată de clovnii și de animalele sălbatice de la spectacol. O țigancă ghicitoare se oferă să-i povestească lucrurile minunate pe care i le rezervă viitorul. Fără ca Andreina să știe, ghicitoarea vede, de fapt, un destin tragic. Un an mai târziu, când circul se întoarce, Andreina moare după ce dă naștere unei fetițe. Mama vitregă a Andreinei, Herminia, o femeie fără scrupule, descoperă că la circ au murit, în aceaași perioadă, o tânără țigancă și nou-născutul ei. Herminia, care are doi fii gemeni dintr-o căsătorie anterioară și vrea ca aceștia să fie singurii moștenitori ai averii Arocha, pune la cale un plan diabolic. Într-o noapte întunecată, un angajat îi urmează ordinele și schimbă copiii. În pătuț, trupul fără viață al bebelușului țigan înlocuiește copilul sănătos al Andreinei, care la rândul său este dat țiganilor. A doua zi, circul își face bagajele și părăsește orașul.
Anii trec. În cele din urmă, într-o zi, circul se întoarce, la fel și Kassandra, care a devenit o tânără frumoasă. Conform tradiției țigănești, femeia care a crescut-o pe Kassandra, presupusa ei bunică, i-a promis mâna în căsătorie, când aceasta era un copil, lui Randu, un tânăr dur care este acum liderul tribului.
În prima noapte de la sosirea țiganilor în oraș, în timp ce Randu dansează cu viitoarea lui soție, Kassandra își îndreaptă privirea spre un alt bărbat. Ochii lor se întâlnesc și se blochează într-o puternică atracție reciprocă. Bărbatul care se holbează este Luis David, unul dintre fiii gemeni ai Herminei. Mai târziu, cei doi discută sub cerul înstelat, în singurătatea de pe coasta muntelui, unde împărtășesc un moment magic. A doua zi însă, Luis David părăsește orașul fără să spună nimic.
La scurt timp după aceea, fratele său geamăn, Ignacio, descoperă că tânăra Kassandra este adevăratul moștenitor al averii Arocha și o păcălește să se căsătorească cu el. În prima noapte a lunii lor de miere, Ignacio este ucis în mod misterios de fosta sa soție și menajeră, Rosaura, dar Kassandra crede că acesta a părăsit-o. În încercarea de a-l descoperi pe asasinul fratelui său, Luis David se întoarce și își asumă identitatea lui Ignacio. Suspiciunile sale se îndreaptă spre Kassandra, frumoasa țigancă care și-a cunoscut soțul atât de puțin timp și care acum crede că Luis David este soțul ei.

## Distribuție
- Coraima Torres ca Andreina Arocha de Rangel/Kassandra Rangel de Contreras[4]
- Osvaldo Ríos ca Ignacio Contreras/Luis David Contreras[5]
- Henry Soto ca Randu
- Raul Xiques ca Alfonso Arocha
- Carmencita Padron ca Ofelia Alonso
- Nury Flores ca Herminia Arocha
- Esperanza Magaz ca Dorinda
- Carlos Arreaza ca Tomas
- Alexander Milic ca Matias Osorio
- Hylene Rodriguez ca Lilia Rosa Alonso
- André Filipe ca Transformista Barato
- Ivan Tamayo ca Hector Quintero
- Loly Sanchez ca Rosaura Osorio
- Fernando Flores ca Simon
- Veronica Cortez ca Yaritza
- Juan Frankis ca Marcelino
- Erika Medina ca Isabel
- Rafael Romero ca Glinka
- Cecilia Villarreal ca Gema Salazar
- Roberto Moll ca Manrique Alonso
- Mimi Sills ca Elvira Alonso
- Manuel Escolano ca Roberto Alonso
- Miguel de León ca Ernesto Rangel
- Saul Martinez ca Doctor
- Nelly Prigoryan ca Verushka
- Lupe Barrado